# Cebrio rotroui
Cebrio rotroui is een keversoort uit de familie Cebrionidae. De wetenschappelijke naam van de soort is voor het eerst geldig gepubliceerd in 1961 door Kocher.